# Пермская область
Пе́рмская о́бласть (в 1940—1957 годах — Мо́лотовская о́бласть) — административно-территориальная единица в составе РСФСР (1938—1991) и Российской Федерации (1991—2005). Площадь — 160,6 тыс. км². Административный центр — город Пермь.
В 2005 году в результате объединения с Коми-Пермяцким автономным округом в единый субъект Российской Федерации преобразована в Пермский край.

## История

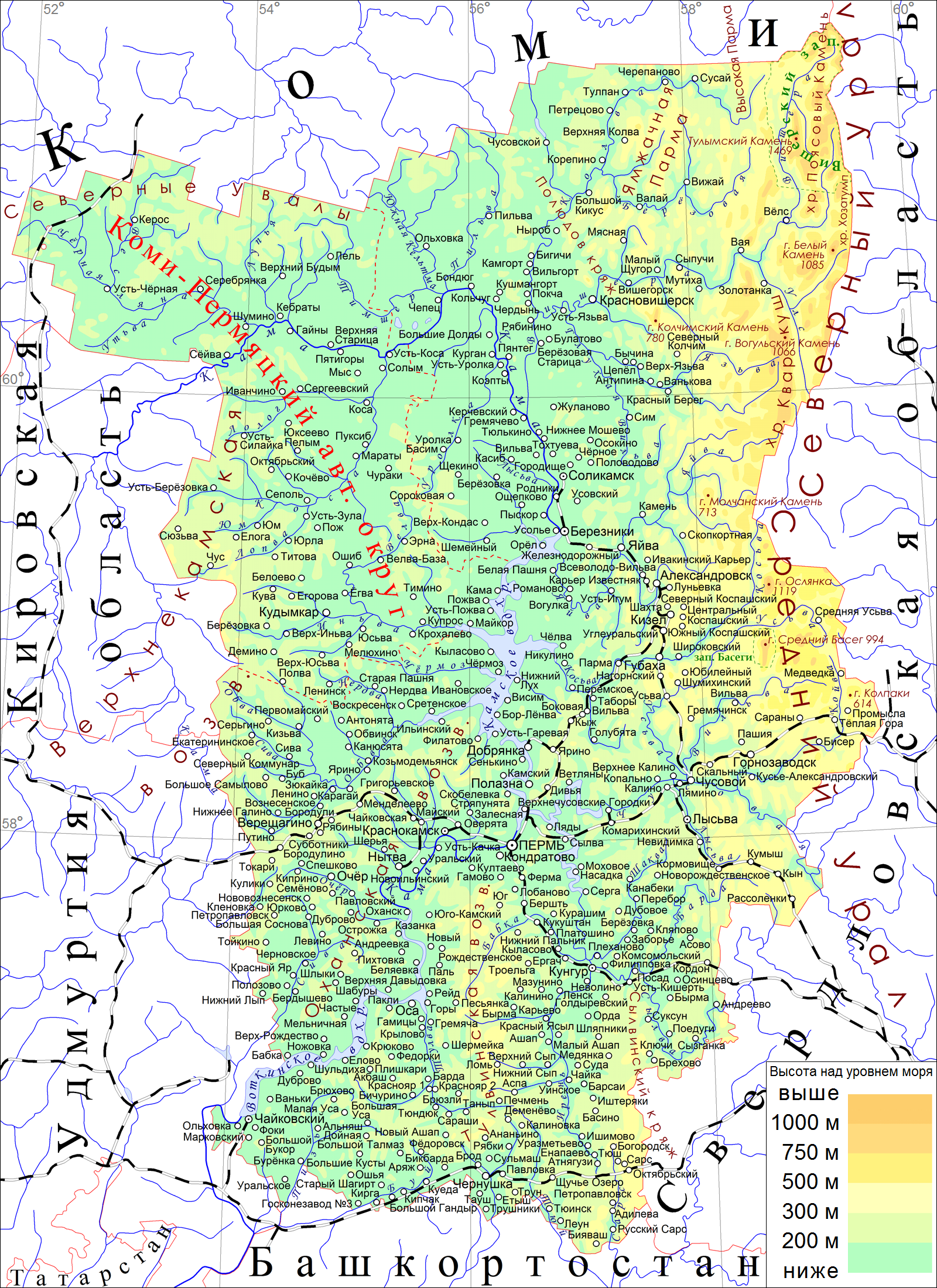
Физическая карта Пермской области

Образована 3 октября 1938 года Указом Президиума Верховного Совета СССР путём выделения из состава Свердловской области. 31 мая 1939 года Верховный Совет СССР утвердил создание области.

С 8 марта 1940 года по 2 октября 1957 года называлась Молотовской областью.

1 февраля 1963 года Указом Президиума Верховного Совета РСФСР в Пермской области была введена новая сеть районов. 12 января 1965 года было возобновлено 13 районов. 4 ноября 1965 года Указом Президиума ВС РСФСР были образованы Горнозаводский, Еловский и Кишертский районы. 30 декабря 1966 года Указом Президиума ВС РСФСР был образован Уинский район в селе Уинское. 13 декабря 1968 года Указом Президиума ВС РСФСР был вновь образован Большесосновский район с центром в селе Большая Соснова.
В соответствии с Указом Президента России В. В. Путина № 849 «О полномочном представителе Президента Российской Федерации в федеральном округе» от 13 мая 2000 года Пермская область была отнесена к Приволжскому федеральному округу.
В состав Пермской области входил Коми-Пермяцкий автономный округ (до 1977 года — национальный округ). С принятием Конституции России (1993 год) округ стал самостоятельным субъектом Российской Федерации, территориально продолжая находиться в составе Пермской области, также являющейся субъектом РФ, и находясь с областью в договорных отношениях.
7 декабря 2003 года состоялся референдум, на котором жители Пермской области и Коми-Пермяцкого автономного округа поддержали объединение в единый субъект Российской Федерации. С 1 декабря 2005 года Пермская область и Коми-Пермяцкий автономный округ прекратили своё существование, образовав новый субъект Российской Федерации — Пермский край. Объединение было подтверждено Федеральным конституционным законом от 25.03.2004 г. № 1-ФКЗ «Об образовании в составе Российской Федерации нового субъекта Российской Федерации в результате объединения Пермской области и Коми-Пермяцкого автономного округа».

## Население
После распада СССР область претерпела значительную — более 10 % — убыль населения. С 1990 по 2009 год население Прикамья сократилось более чем на 313 тысяч человек (с 3 022 108 до 2 708 419 человек).

## Государственная власть

### Руководители области
- октябрь 1938 — февраль 1939 Гусаров, Николай Иванович — председатель оргбюро ЦК ВКП(б) по Пермской области

### Первые секретари Пермского (Молотовского) обкома КПСС
- февраль 1939 — апрель 1946 Гусаров, Николай Иванович
- апрель 1946 — январь 1950 Хмелевский, Кузьма Михайлович
- январь 1950 — январь 1954 Прасс, Филипп Михайлович
- январь 1954 — июль 1958 Струев, Александр Иванович
- июль 1958 — февраль 1960 Соколов, Тихон Иванович
- февраль 1960 — январь 1963 Галаншин, Константин Иванович
- январь 1963 — декабрь 1964 Галаншин, Константин Иванович — промышленный обком КПСС
- январь 1963 — декабрь 1964 Смирнов, Михаил Анатольевич — сельский обком КПСС
- декабрь 1964 — декабрь 1968 Галаншин, Константин Иванович
- декабрь 1968 — ноябрь 1972 Коротков, Борис Федорович
- ноябрь 1972 — август 1988 Коноплев, Борис Всеволодович
- август 1988 — август 1991 Чернышов, Евгений Николаевич

### Председатели Пермского (Молотовского) областного исполнительного комитета
- октябрь 1938 — июнь 1939 Семенов, Федор Кириллович
- июнь 1939 — октябрь 1942 Горюнов, Пётр Михайлович
- октябрь 1942 — ноябрь 1944 Кочергин, Сергей Алексеевич
- ноябрь 1944 — январь 1948 Швецов, Анатолий Иванович
- январь 1948 — июнь 1949 Пысин, Константин Георгиевич
- июнь 1949 — ноябрь 1950 Федюнькин, Дмитрий Фёдорович
- ноябрь 1950 — декабрь 1953 Опутин, Геннадий Георгиевич
- ноябрь 1953 — март 1962 Никольский, Иннокентий Михайлович
- март 1962 — январь 1963 Смирнов, Михаил Анатольевич
- декабрь 1962 — декабрь 1964 Коноплёв, Борис Всеволодович — промышленный облисполком
- декабрь 1962 — декабрь 1964 Петров, Иван Иванович — сельский облисполком
- декабрь 1964 — сентябрь 1972 Коноплёв, Борис Всеволодович
- ноябрь 1972 — апрель 1979 Чистоплясов, Степан Иванович
- апрель 1979 — март 1984 Малафеев, Александр Степанович
- март 1984 — декабрь 1990 Петров, Виктор Александрович
- январь 1991 — декабрь 1991 Быстрянцев, Михаил Иванович

### Губернаторы Пермской области
| № | Губернатор                    | Должность                            | Даты                              | Основание наделения полномочиями                                                                                           |
| - | ----------------------------- | ------------------------------------ | --------------------------------- | --- |
| 1 | Борис Юрьевич Кузнецов        | глава администрации Пермской области | 24 декабря 1991 — 6 октября 1994  | Указ Президента России № 309 от 24.12.1991                                                                                 |
| 1 | Борис Юрьевич Кузнецов        | губернатор Пермской области          | 6 октября 1994 — 6 января 1996    | Должность переименована согласно Уставу Пермской области от 6.10.1994 № 88-9                                               |
| 2 | Геннадий Вячеславович Игумнов | губернатор Пермской области          | 12 января 1996 — декабрь 1996     | Указ президента РФ № 32 от 12.01.1996                                                                                      |
| 2 | Геннадий Вячеславович Игумнов | губернатор Пермской области          | 12 декабря 1996 — 14 декабря 2000 | Результат выборов губернатора Пермской области. Победа во втором туре голосования, 64,6 % голосов. (первый тур — 42,4 %)   |
| 3 | Юрий Петрович Трутнев         | губернатор Пермской области          | 14 декабря 2000 — 11 марта 2004   | Результат выборов губернатора Пермской области. Победа в первом туре голосования, 51 % голосов.                            |
| 4 | Олег Анатольевич Чиркунов     | врио губернатора Пермской области    | 12 марта 2004 — 1 декабря 2005    | Указ Президента России о назначении действующего на тот момент губернатора Трутнева Ю. П. министром природных ресурсов РФ. |

Губернатор Пермской области возглавлял высший орган исполнительной власти области — администрацию Пермской области и руководил системой исполнительных органов государственной власти Пермской области.
Систему исполнительных органов государственной власти области составляли администрация Пермской области, иные исполнительные органы государственной власти области, их территориальные органы или структурные подразделения на территории области.

### Первый заместитель главы администрации
| Ф. И. О.                       | Время замещения должности |
| ------------------------------ | ------------------------- |
| Игумнов, Геннадий Вячеславович | 24.01.1992 — 06.10.1994   |
| Сапиро, Евгений Саулович       | 24.01.1992 — 20.03.1994   |

### Первый вице-губернатор
| Ф. И. О.                        | Время замещения должности |
| ------------------------------- | ------------------------- |
| Игумнов, Геннадий Вячеславович  | 06.10.1994 — 12.01.1996   |
| Шубин, Игорь Николаевич         | 29.01.1996 — 10.01.1997   |
| Сергеев, Валерий Георгиевич     | 29.01.1996 — 10.01.1997   |
| Белоусов, Юрий Викторович       | 05.02.1997 — 18.12.2000   |
| Тушнолобов, Геннадий Петрович   | 19.02.1997 — 18.12.2000   |
| Темкин, Анатолий Аркадьевич     | 18.12.2000 — 26.03.2004   |
| Буничев, Геннадий Александрович | 12.05.2004 — 17.12.2005   |
| Кац, Аркадий Борисович          | 14.02.2005 — 15.12.2005   |
| Бухвалов, Николай Ювенальевич   | 26.01.2006 — 19.06.2006   |

### Председатель Совета народных депутатов
| Ф. И. О.                      | Время замещения должности          |
| ----------------------------- | ---------------------------------- |
| Швабский, Рудольф Игоревич    | март 1990 — сентябрь 1991          |
| Зеленкин, Виталий Афонасьевич | сентябрь 1991 — 20.12.1991 (и. о.) |
| Быстрянцев, Михаил Иванович   | 20.12.1991 — 09.10.1993            |

### Председатель Законодательного Собрания
| Ф. И. О.                    | Время замещения должности |
| --------------------------- | ------------------------- |
| Сапиро, Евгений Саулович    | 02.04.1994 — 14.12.1997   |
| Медведев, Юрий Германович   | 22.12.1997 — 13.01.2000   |
| Девяткин, Николай Андреевич | 27.01.2000 — 14.12.2011   |

## Награды
- Орден Ленина (28 января 1967 года)[10].

## В культуре

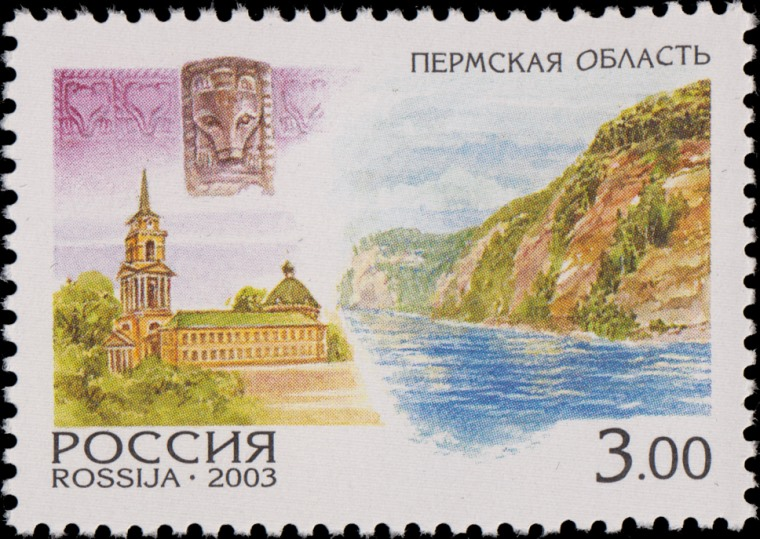
Почтовая марка, 2003 год